# Peníscola

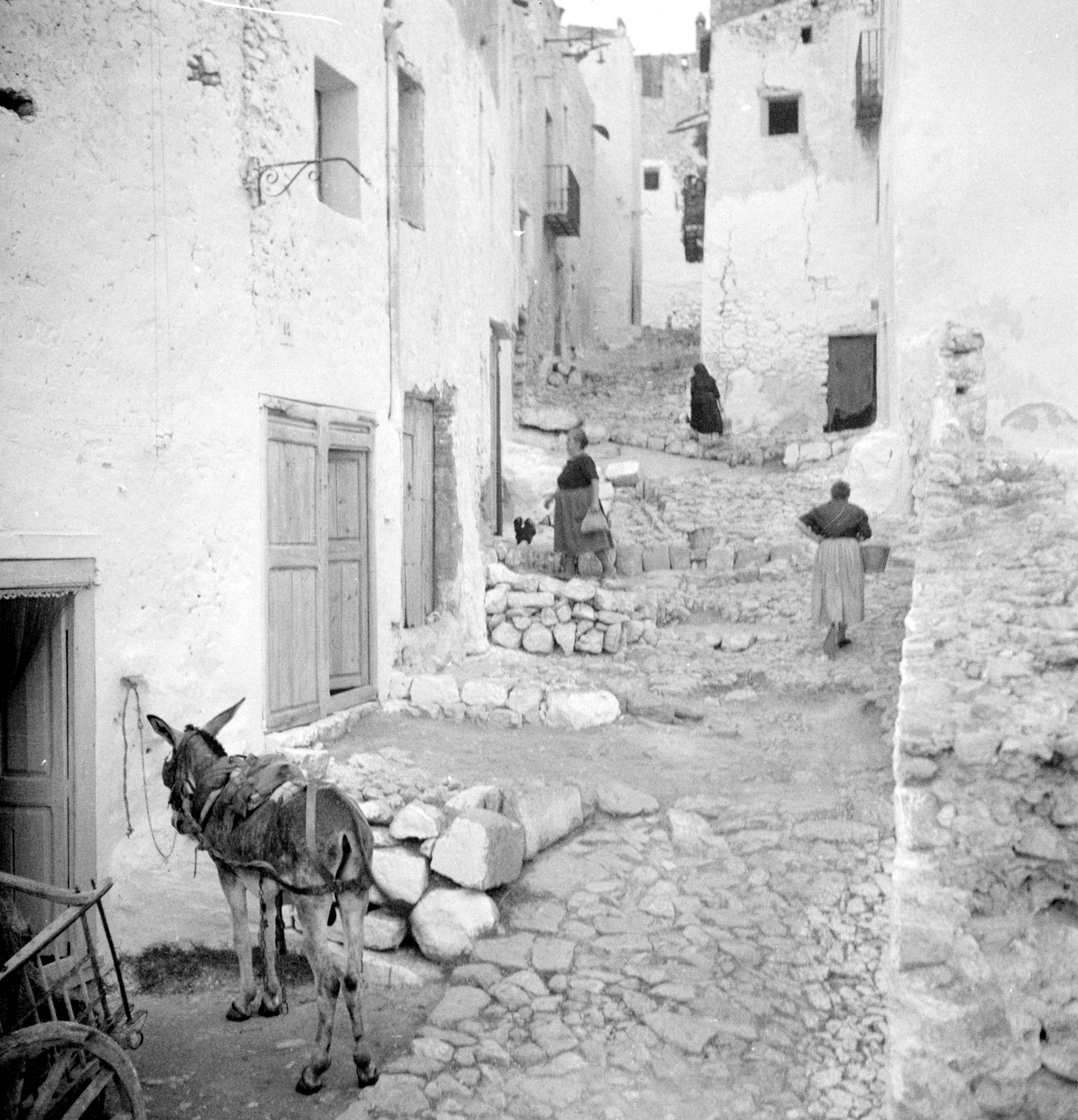
Gata med åsna i Peñiscola 1949, fotograferat av Göran Schildt.

Peníscola (valencianskt uttal: [peˈniskola], spanska: Peñíscola [peˈɲiskola], officiellt namn: Peníscola/Peñíscola) är en småstad och kommun i provinsen Castelló i den autonoma regionen Valencia i östra Spanien. Staden ligger vid Medelhavet, cirka 56 kilometer nordost om Castelló de la Plana. Kommunen har 8 496 invånare (2024), på en yta av 78,97 km². Kommunen gränsar till Alcalà de Xivert, Benicarló, Càlig, Cervera del Maestre och Santa Magdalena de Polpís.